# ジャングル・ブック (小説)

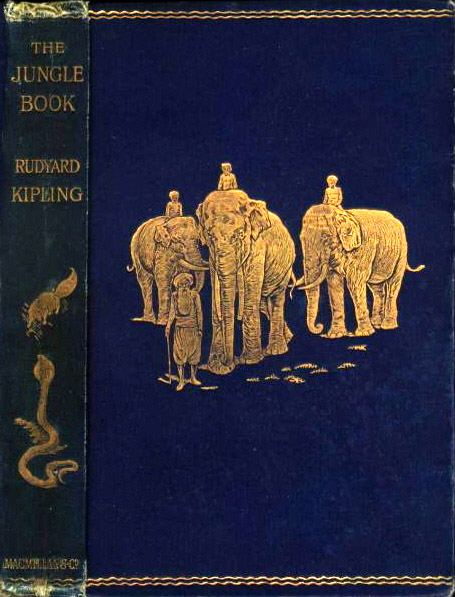
ジャングル・ブック

『ジャングル・ブック』（The Jungle Book）は、英国の作家・詩人ラドヤード・キップリングが1894年に出版した短編小説集。翌1895年には続編『続ジャングル・ブック』（The Second Jungle Book）が出版された。
赤ん坊の頃から狼に育てられた少年モウグリ（モーグリ）が主人公の連作が特に有名で、正・続あわせて15編の短編のうち8編がモウグリの物語である。動物文学に新分野を開いた作品として評価されている。本項目では続編も含めて、記述する。なお各短編の日本語タイトルは、山田蘭の翻訳による『ジャングル・ブック』『ジャングル・ブック2』（共に角川文庫）のものを踏襲した。

## 『ジャングル・ブック』
1893〜94年に雑誌に掲載された7つの短編からなり、ベーリング海のアザラシを取り上げた第4話を除き、いずれも熱帯のジャングルに棲む動物達を主人公とした物語で、作者のインド生活から取材したものである（例えば第1話は虎に追われた人間の子供（名前はモウグリ：蛙の意味）が狼に救われ育てられ、熊やヒョウとも仲良くなり、幾多の冒険を経験して再び人間世界に戻る話）。
- モーグリの兄弟たち（モウグリ登場作）　Mowgli's Brothers　
  - インドのジャングルで、虎のシア・カーンにより追われた、人間の赤ん坊（きこりの子供）が、クマのバルーと黒豹のバギーラの提案により、狼の一家により、「モウグリ」と名付けられて育てられる。10年後または11年後、シア・カーンは、モウグリを狼の群から追い出せと迫る。「モウグリを受け入れたリーダー狼のアケーラ」が老いて弱くなり、狼の群は、シア・カーンに同意する。モウグリは、火を見せつけて自分の賢さを動物たちに示し、ジャングルから人間の村に向かう。
- カー、狩りをする（モウグリ登場作）　Kaa's Hunting
  - 前作で人間の世界に戻る前の物語。モウグリは猿の群「バンダー・ログ」にさらわれ、ジャングルの中の、廃墟となった人間の元宮殿に送られる。「バンダー・ログ」はモウグリの賢さを利用し、自分たちのリーダーにしようとしていた。バルーとバギーラは、トンビのチリ（旧版での名前はラン）、巨大なニシキヘビのカーの助けをうけて、モウグリを助ける。
- 虎よ、虎よ！（モウグリ登場作）　Tiger! Tiger!　題名はウィリアム・ブレイクの詩「The Tyger」から取られている。
  - モウグリは人間の村に戻り、彼を、長年失われた息子であると信じているメスアと、その裕福な夫との家族となる。しかし、モウグリは村の生活になじめない。虎のシア・カーンはまだ彼を狙っていたが、モウグリは水牛の放牧の仕事中に、狼の仲間たちの力を借りて、水牛の群を暴走させてシア・カーンを殺し、その毛皮をはぐ。村の猟師は、狼と会話するモウグリを見て、魔術師だと信じ、モウグリは人間の村から追い出される。しかし、ジャングルの狼の群もモウグリを受け入れることを拒否したため、彼は若い狼たちと群を作り、ジャングルで暮らすことになった。（結末では、「モウグリは数年後に人間に戻り、結婚した」と言及されている）
- 白いオットセイ　The White Seal
  - ベーリング海の白い毛皮のアザラシであるコチックは、一族のために、人間が狩りをしていない住処を探す。
- リッキ・ティッキ・タヴィ　Rikki-Tikki-Tavi
  - インドにすむイギリス人駐在武官の家に飼われているマングースのリッキー・ティッキは、２匹の夫婦コブラから家を守る。
- 象使いトゥーマイ　Toomai of the Elephants
  - 象使い見習いの10歳の少年トゥーマイは、幻の「象の踊り」を目撃する。
- 女王陛下の旗の下に　Her Majesty's Servants
  - 軍用パレードの前夜に、英国軍の兵士がキャンプ場で動物たちの会話を盗み聞きする。

## 『続ジャングル・ブック』
- 恐怖はこうしてやってきた（モウグリ登場作）　How Fear Came
  - 干ばつの間、モウグリと動物たちは、川の中から現れた「平和の岩」の誓いのもと、ワインガング川に集まる。虎のシアー・カーンが、人間を殺した血で、川の水を汚して追い払われる。象のハティが、最初にジャングルに恐怖が来たとき、虎にどのように縞ができたかという物語を話す。
- プーラン・ブガットの奇跡　The Miracle of Purun Bhagat
  - インドの藩王国の宰相だったプーラン・ダスは、財産を放棄して、ヒンズー教の托鉢僧（サニヤシ）になりプーラン・ブガットと名乗る。その後、彼は、友達となった動物たちの助けを借りて、地滑りから村を救う。
- ジャングルを呼びこむ（モウグリ登場作）　Letting In the Jungle
  - 虎を殺したモウグリは、村人から魔法使いと思われ、人間の村から追い出される。迷信の激しい村人は、彼の養母であるメスアと彼女の夫をも殺そうとする。モウグリは彼らを救出し、動物たちの力をかりて、村を破壊して村人たちを追い出す。
- 死骸の片づけ承ります　The Undertakers
- 王の突き棒（モウグリ登場作）　The King's Ankus
  - モウグリは、廃墟となった宮殿から宝石を発見するが、不注意で捨ててしまう。彼は、人間たちが宝石をめぐって殺し合いをすることを知らなかった。モウグリは殺し合いを防ぐために、宝を元の場所に戻す。
- キケルン　Quiquern
  - 十代の若いイヌイット（エスキモー）の少年と少女が、神秘的な動物の妖精キケルンに導かれて、彼らの部族を飢えから救うために、狩猟に出発する。
- 赤犬（モウグリ登場作）　Red Dog
  - 横暴なドールの群れを、モウグリは巨大なハチの巣のある岩場におびき込んで全滅させる。本編では『Red Dog』即ち「赤犬」と表記されているが、実際のドールは犬と比べればキツネより縁遠い動物である[4]。
- 春を走る（モウグリ登場作）　The Spring Running
  - 17歳となったモウグリは、自分でも理解できない理由でおつかなくなっている。目的もなくジャングルを駆け抜ける。モウグリは彼の養母であるメスアが2歳の息子と暮らしている村と、ジャングルとの間で、引き裂かれる。

## 「All the Mowgli Stories」
キプリングが発表したすべてのモウグリ物の小説をまとめたもので、1933年に刊行された。
上記の既存短編集収録のモウグリ物の8作に、短編「In the Rukh」（偕成社文庫版には「ラク（ジャングル）にて」として収録されている）が加えられた全9編で構成。

## その他
カブスカウトの構想を立てる際のモチーフとされた。

## 関連作品

### 映画
- ジャングル・ブック (1942年の映画) - サブー主演のイギリスの実写映画。
- ジャングル・ブック (1967年の映画) - ウォルト・ディズニーのアニメーション映画。
- モウグリ（英語版） - ソビエト連邦で1967年から1973年にかけて製作されたアニメ映画。
- ジャングル・ブック (1994年の映画) - ジェイソン・スコット・リー主演の実写映画。
- ジャングル・ブック/少年モーグリの大冒険（英語版） - ディー・マクラクラン（英語版）監督の1997年の実写映画。
- ジャングル・ブック (2016年の映画) - ジョン・ファヴロー監督の実写映画。
- モーグリ: ジャングルの伝説 - アンディ・サーキス監督の2018年の実写映画。

### TV
- ジャングルブック・少年モーグリ - 1989年にテレビ東京で放映されたアニメ番組。

### 楽曲
- レ・バンダール・ログ - シャルル・ケクランが1940年に作曲した管弦楽曲。
- ジャングルブックの歌 - ボーイスカウトの歌（スカウトソング）の一つ。カブスカウト歌集に収録。

### 小説
- ターザン・シリーズ - エドガー・ライス・バローズの小説。本作を参考にしている。

## 日本語訳
狼に育てられた少年モウグリが登場する短編のみに再編集されて出版されている場合が多い。日本においては1899年（明治32年）から翌年にかけて雑誌『少年世界』に連載された土井春曙と黒田湖山の共訳による『狼少年（お伽小説）』が最初の翻訳（抄訳）であるとされる。
- 『狼太郎』中島孤島訳 1902年
- 『ジヤングルブツク 少年小説』黒田湖山抄訳 福岡書店 1913年
- 『狼少年』久米正雄,小島政二郎共著 春陽堂〈新しい童話〉 1922年
- 『ジヤングル ブツク』菊池寛訳 文藝春秋〈小学生全集〉 1928年
- 『ジャングルブック』中村為治訳 岩波文庫 1937年
- 『狼少年』小島政二郎訳 金の星社 1938年
- 『狼少年』大仏次郎(著) 湘南書房 1946年
- 『ジャングル・ブック』菊池寛訳 啓文館 1951年
- 『ジャングル・ブック』西村孝次訳 創元社〈世界少年少女文学全集〉 1953年
- 『ジャングル・ブック オオカミ少年モーグリ（全2巻）』中野好夫訳 岩波少年文庫 1955年-1956年
- 『ジャングル・ブック』吉田甲子太郎訳 新潮文庫 1957年
- 『ジャングル・ブック』木島始訳 講談社〈少年少女世界名作全集〉 1963年
- 『ジャングル・ブック』大久保康雄訳 河出書房〈少年少女世界の文学〉 1968年
- 『ジャングル・ブック』堀尾青史訳 ポプラ社 1968年
- 『ジャングル・ブック』西村孝次訳 学習研究社〈学研世界名作シリーズ〉 1974年
- 『続ジャングル・ブック』西村孝次訳 学習研究社〈学研世界名作シリーズ〉 1974年
- 『ジャングル・ブック』定松正訳 春陽堂少年少女文庫 1978年
- 『ジャングル・ブック』木島始訳、石川勇画、福音館書店〈福音館古典童話シリーズ〉1979年
- 『ジャングル・ブック』高畠文夫訳 講談社 世界動物文学全集 1981年
- 『ジャングル・ブック オオカミ少年モウグリの物語（全2巻）』金原瑞人訳 偕成社文庫 1990年
- 『ジャングル・ブック』西村孝次訳 角川文庫 1995年
- 『ジャングル・ブック』青木純子訳 集英社〈子どものための世界文学の森〉 1997年
- 『ジャングル・ブック』岡田好惠訳 講談社青い鳥文庫 2001年 新訳 2016年
- 『ジャングル・ブック』三辺律子訳 岩波少年文庫 2015年
- 『ジャングル・ブック』金原瑞人監訳 井上里訳 文春文庫 2016年
- 『ジャングル・ブック』田口俊樹訳 新潮文庫 2016年
- 『ジャングル・ブック』山田蘭訳 角川文庫 2016年
- 『ジャングル・ブック2』山田蘭訳 角川文庫 2016年
- 『ジャングル・ブック』山田蘭訳 角川つばさ文庫 2016年